# MLG-60
MLG – wschodnioniemiecki nożowy ustawiacz min. MLG-60 i jego zmodernizowana wersja MLG-60M były instalowane na jednoosiowych przyczepach holowanych przez transportery opancerzone BTR-152. Ustawiacz służył do minowania przy pomocy min przeciwpancernych TM-46 i PM-60/K-1. Obsługę ustawiacza stanowiło dwóch żołnierzy układających miny na pochylni ustawiacza. Podczas minowania pojazd holujący poruszał się z prędkością 3-5 km co pozwalało ustawiać miny w odstępach 4-5,5 m z wydajnością 300-400 min/h. Pojazd holujący przewoził jednorazowo 120 min. MLG-60 znajdował się na uzbrojeniu NVA, a po zjednoczeniu Niemiec przez pewien czas urządzenia tego typu były wykorzystywane przez Bundeswehrę.